# Symphonie abandonnée de Berlioz

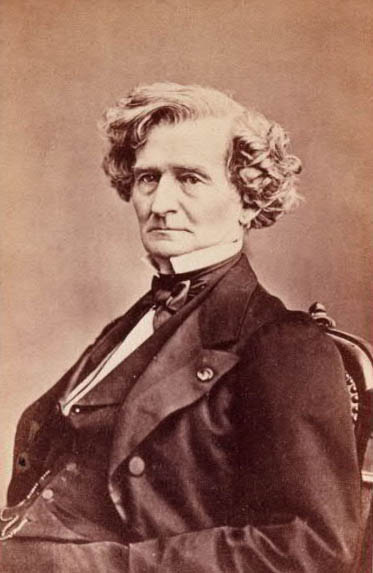
Photographie d'Hector Berlioz illustrant l'édition originale de ses Mémoires.

La Symphonie en la mineur est une œuvre rêvée par Hector Berlioz en 1852, qu'il se refuse à composer, le risque étant trop grand d'y perdre plus d'argent qu'il ne pouvait se le permettre. Ce souvenir, rapporté dans ses Mémoires posthumes, publiés en 1870, a fait l'objet de plusieurs critiques, dont celle de Romain Rolland au début du XXe siècle, avant d'être défendu par les musicologues plus récents.

## Témoignage

### Contexte
La création catastrophique de La Damnation de Faust à l'Opéra-Comique de Paris (deux représentations, les 6 et 20 décembre 1846) après celle de Benvenuto Cellini à la salle Le Peletier (trois représentations, les 10, 12 et 14 septembre 1838) laissent Berlioz criblé de dettes, mais plus encore désemparé. C'est dans cet état d'esprit qu'il entreprend l'écriture de ses Mémoires, où il déclare que « rien dans ma carrière d'artiste ne m'a plus profondément blessé que cette indifférence inattendue. La découverte fut cruelle, mais utile au moins, en ce sens que j'en profitai, et que, depuis lors, il ne m'est pas arrivé d'aventurer vingt francs sur la foi de l'amour du public parisien pour ma musique ».

### Mémoiresde Berlioz
Dans ses Mémoires, Hector Berlioz rapporte un souvenir qui se place en 1852 : 

« Au moment où l'état de la santé de ma femme, qui laissait encore alors quelque espoir d'amélioration, m'occasionnait le plus de dépenses, une nuit, j'entendis en songe une symphonie que je rêvais composer. En m'éveillant le lendemain je me rappelai presque tout le premier morceau qui (c’est la seule chose dont je me souvienne) était à deux temps (Allegro), en la mineur. Je m’approchais de ma table pour commencer à l'écrire, quand je fis soudain cette réflexion : si j'écris ce morceau, je me laisserai entraîner à composer le reste. L'expansion à laquelle ma pensée tend toujours à se livrer maintenant peut donner à cette symphonie d'énormes proportions. J'emploierai peut-être trois ou quatre mois exclusivement à ce travail (J'en ai bien mis sept pour écrire Roméo et Juliette). Je ne ferai plus ou presque plus de feuilletons. Mon revenu diminuera d'autant. Puis, quand la symphonie sera terminée, j'aurai la faiblesse de céder aux sollicitations de mon copiste ; je la laisserai copier, je contracterai ainsi tout de suite une dette de mille ou douze cents francs. Une fois les parties copiées, je serai harcelé par la tentation de faire entendre l'ouvrage, je donnerai un concert, dont la recette couvrira à peine la moitié des frais ; c'est inévitable aujourd'hui. Je perdrai ce que je n’ai pas ; je manquerai du nécessaire pour la pauvre malade, et je n'aurai plus ni de quoi faire face à mes dépenses personnelles ni de quoi payer la pension de mon fils sur le vaisseau où il doit monter prochainement. Ces idées me donnèrent le frisson et je jetai ma plume en disant : Bah ! demain j’aurai oublié la symphonie ! La nuit suivante, l’obstinée symphonie vint se présenter encore et retentir dans mon cerveau ; j’entendais clairement l'Allegro en la mineur, bien plus, il me semblait le voir écrit. Je me réveillai plein d'une agitation fiévreuse, je me chantai le thème, dont le caractère et la forme me plaisaient extrêmement ; j'allais me lever… mais les réflexions de la veille me retinrent encore, je me raidis contre la tentation, je me cramponnai à l'espoir d'oublier. Enfin, je me rendormis, et le lendemain, au réveil, tout souvenir en effet, avait disparu pour jamais. »

Pierre-René Serna observe qu'en effet, « après dix ans consacrés à un genre auquel il a donné ses fleurons, Berlioz n'y revient plus ». Cette même année, son fils Louis « de retour de La Havane, passe quatre jours à Paris avant de suivre des cours d'hydrographie au Havre. Il se laisse aller, sèche les cours et s'adonne au jeu, jetant l'argent de son père par les rues ». 
Harriet Smithson meurt le 3 mars 1854. Berlioz, « accablé de douleur, est incapable de suivre le convoi » lors de son enterrement, le lendemain au cimetière Saint-Vincent.

## Lectures critiques
En 1908, Romain Rolland commente cet « épisode le plus tragique » de la vie de Berlioz, dont il s'« étonne que cette page, qui termine ses Mémoires, ne soit pas plus connue. On y touche au fond la douleur humaine ». L'auteur de Jean-Christophe se montre impitoyable :  « Cette page fait trembler. Un suicide est moins lamentable. Ni Beethoven ni Wagner n'ont souffert une pareille agonie. — Qu'aurait fait Wagner en pareille occasion ? Il eût écrit, sans doute, — et il aurait eu raison. — Mais le pauvre Berlioz, qui était assez faible pour sacrifier son devoir à l'amour, était, hélas ! assez héroïque pour sacrifier son génie au devoir ».

De fait, Berlioz « a répondu d'avance au reproche qu'on pouvait lui faire, dans une page déchirante, qui fait suite au récit » : 

« Lâche ! va dire quelque jeune fanatique à qui je pardonne d'avance son injure, il fallait oser ! il fallait écrire ! il fallait te ruiner ! On n'a pas le droit de chasser ainsi la pensée, de faire rentrer dans le néant une œuvre d'art qui en veut sortir et qui implore la vie ! Ah ! jeune homme qui me traites de lâche, tu n'as pas subi le spectacle que j'avais alors sous les yeux, sans quoi tu serais moins sévère. Je n'ai pas reculé aux jours où l'on pouvait encore douter des conséquences de mes coups d'audace. Il y avait dans ce temps à Paris un petit public d'élite, il y avait les princes de la maison d'Orléans et la Reine elle-même qui s'y intéressaient. Ma femme d'ailleurs était toute vivante et la première à m'encourager : « Tu dois produire cette œuvre, me disait-elle, et la faire grandement et dignement exécuter. Ne crains rien, nous subirons les privations que ces dépenses nous imposeront. Il le faut ! va toujours ! » Et j'allais. Mais plus tard, quand elle était là, à demi morte, ne pouvant plus que gémir, quand il lui fallait trois femmes pour la soigner, quand le médecin devait lui faire presque chaque jour une visite, quand j'étais sûr, mais sûr comme il l'est que les Parisiens sont des barbares, de trouver au bout de toute entreprise musicale le désastreux résultat que je viens de signaler, je n’étais pas lâche de m'abstenir, jeune homme, non, j’ai la conscience d'avoir été seulement humain ; et, tout en me croyant aussi dévoué à l'art que toi, et que bien d'autres, je crois l'honorer en ne le traitant pas de monstre avide de victimes humaines et en prouvant qu'il m'a laissé assez de raison pour distinguer le courage de la férocité. »

Romain Rolland conclut sur cette solitude : « C'est le mot que je lis dans le portrait que j'ai sous les yeux, en écrivant ces lignes, le beau portrait des Mémoires, dont le regard triste et dur semble fixer, sur son temps qui le méconnut, un reproche douloureux ».
En 1968, Claude Ballif revient sur cette situation du compositeur qui « avait la gloire sans avoir jamais eu le succès », « quand tout manque à la fois », tout en s'interrogeant sur la question de « Berlioz et la sincérité ».
En 1977, Fred Goldbeck entreprend une « Défense et illustration de Berlioz », où il évoque ce passage des Mémoires mais s'insurge des accusations de « mensonges de Berlioz » pour retenir la personnalité du compositeur, ce « beau visage sans mesquinerie d'homme esseulé, au regard direct et manifestement trop fier pour se composer une attitude ».

## Conséquences
Cet épisode, enfin, ne constitue pas la fin des Mémoires : à partir d'un « Adieu des bergers » composé par jeu à la fin de l'année 1850, complété sous le titre La Fuite en Égypte en 1853, Berlioz achève la trilogie sacrée de L'Enfance du Christ en 1854. Le succès de cette œuvre, la création longtemps attendue du Te Deum en 1855 et l'orchestration du cycle des Nuits d'été en 1856 le conduisent à écrire immédiatement le livret et la musique de son chef-d'œuvre, « sa plus vaste partition et la plus riche, inépuisable, dont chaque exécution révèle les facettes insoupçonnées », Les Troyens, dès le 10 juin 1856.
Berlioz conclut le texte définitif de ses Mémoires sur ces mots, en 1865 : « Je pourrai mourir maintenant sans amertume et sans colère ».

### Biographies
- Hector Berlioz, Mémoires, Paris, Flammarion, coll. « Harmoniques », 1991 (ISBN 978-2-7000-2102-8).  présentés et annotés par Pierre Citron,
- David Cairns (trad. de l'anglais), Hector Berlioz. Servitude et grandeur (1832-1869), Paris, Fayard, 2002, 944 p. (ISBN 2-213-61250-1) traduit par Dennis Collins.

### Monographies
- Claude Ballif, Berlioz, Paris, Seuil, coll. « Solfèges » (no 29), 1968, réed. 1990 (ISBN 2-020-00249-3).
- Pierre Citron, Cahiers Berlioz no 4, Calendrier Berlioz, La Côte-Saint-André, Musée Hector-Berlioz, 2000 (ISSN 0243-3559).
- Romain Rolland, Sur Berlioz, Bruxelles, Éditions Complexes, 2003 (1re éd. 1908), 93 p. (ISBN 2-870-27977-9).

### Articles et analyses
- Fred Goldbeck, Défense et illustration de Berlioz, Paris, La Revue musicale no 267, janvier 1977, 11 p.